# Zapasy na Igrzyskach Boliwaryjskich 1993
Turniej w ramach Igrzysk w 1993 roku. 

## Tabela medalowa
Gospodarz zawodów został zaznaczony kolorem.
| Poz.  | Państwo   |    |    |    | Łącznie |
| ----- | --------- | -- | -- | -- | ------- |
| 1.    | Wenezuela | 14 | 5  | 1  | 20      |
| 2.    | Peru      | 4  | 6  | 4  | 14      |
| 3.    | Panama    | 1  | 3  | 4  | 8       |
| 4.    | Kolumbia  | 1  | 1  | 1  | 3       |
| 5.    | Ekwador   | 0  | 4  | 7  | 11      |
| 6.    | Boliwia   | 0  | 1  | 3  | 4       |
| Razem | Razem     | 20 | 20 | 20 | 60      |

## Wyniki

### W stylu klasycznym
| Waga   | złoty                  | srebrny           | brązowy            |
| ------ | ---------------------- | ----------------- | ------------------ |
| 48 kg  | Jorge Yllescas         | José Ochoa        | Leopoldo Benedetti |
| 52 kg  | Antonio Jiménez        | José Rodríguez    | Jesús Rojas        |
| 57 kg  | Wilber Gómez           | Édison Viteri     | Ramón Meña         |
| 62 kg  | Winston Santos         | Enrique Cubas     | Tamiaki Castillo   |
| 68 kg  | Carlos Albrecht        | Jesús Vale        | José Macas         |
| 74 kg  | Néstor García          | Antonioni Zavala  | Jesús Justiniano   |
| 82 kg  | Jairo Guerrero         | Félix Isisola     | Jorge Flores       |
| 90 kg  | Evelio de Jesús Suárez | Juan Mustafá      | Víctor Flores      |
| 100 kg | Emilio Suárez          | Arnulfo Hernández | Jorge Pedriel      |
| 130 kg | Alfredo Far            | Juan Cruz         | Argelis Aray       |

### W stylu wolnym
| Waga   | złoty                  | srebrny           | brązowy            |
| ------ | ---------------------- | ----------------- | ------------------ |
| 48 kg  | Itamar Díaz            | Jorge Yllescas    | Leopoldo Benedetti |
| 52 kg  | José Barreto           | José Rodríguez    | Abel Contreras     |
| 57 kg  | Nelson Herrera         | Alfredo Hernández | José Paico         |
| 62 kg  | Jesús Vale             | Enrique Cubas     | René Guerrero      |
| 68 kg  | Leonardo González      | Fredy Ochoa       | Carlos Albrecht    |
| 74 kg  | Elías Marcano          | Wilson Chérrez    | Antonioni Zavala   |
| 82 kg  | Luis Varela            | Jorge Flores      | Milko Antezana     |
| 90 kg  | Félix Isisola          | Jairo Guerrero    | Víctor Flores      |
| 100 kg | Evelio de Jesús Suárez | Juan Alquinga     | Arnulfo Hernández  |
| 130 kg | Juan Cruz              | Argenis Aray      | Iván Vega          |